# Pyramid Peak (berg i Indien)
Pyramid Peak eller Pathibara är ett berg i Indien, på gränsen till Nepal. Det ligger i distriktet North District och delstaten Sikkim, i den nordöstra delen av landet. Toppen på Pyramid Peak är 7 120 meter över havet, eller 818 meter över den omgivande terrängen.
Den högsta punkten i närheten är Kangchenjunga, 8 589 meter över havet, söder om Pyramid Peak. Trakten runt Pyramid Peak är permanent täckt av is och snö.